# Gryzeofulwina
Gryzeofulwina (łac. Griseofulvinum) – organiczny związek chemiczny, antybiotyk przeciwgrzybiczy wytwarzany w procesie biotechnologicznym przez mikroskopijnego grzyba Penicillium griseofulvum. Mechanizm działania polega na negatywnym oddziaływaniu na jądro komórkowe grzyba oraz hamowaniu syntezy chityny co prowadzi do uszkodzenia ściany komórkowej grzybów. Gryzeofulwinę stosuje się w infekcjach grzybiczych skóry, paznokci i włosów. Lek podaje się w tabletkach gdy leczenie preparatami do użytku zewnętrznego zawiodło.
Nie wolno podawać jej przy zaburzeniach funkcji wątroby, porfirii oraz w chorobach tkanki łącznej. Do działań niepożądanych należą m.in. bóle zawroty głowy, zaburzenia trawienia, zwiększona wrażliwość na światło słoneczne, grzybica jamy ustnej, zaburzenia żołądkowo-jelitowe.
Gryzeofulwina powoduje znaczny spadek aktywności antykoncepcji hormonalnej. Nie powinno się jej również stosować razem z alkoholem. Obecnie lek ten został wycofany z użytku w Polsce.